# Образ гетмана Мазепы в художественных произведениях

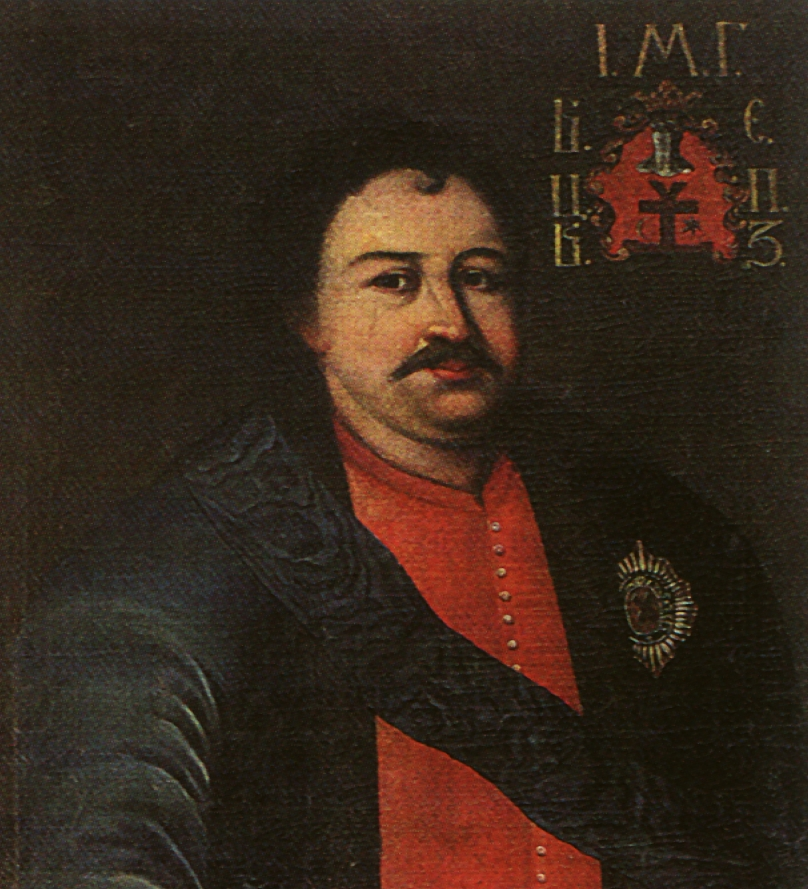
Портрет гетмана Мазепы.

Образ гетмана Мазепы в художественных произведениях — изображение Мазепы в художественной литературе, живописи, кинематографии, музыке и в театральных постановках деятелями культуры и искусства. Судьба Ивана Мазепы интересовала многих знаменитых писателей, поэтов, художников и композиторов из разных стран: США, Канады, Англии, Германии, России и т. д.

## Образ гетмана Мазепы в театральных постановках
Постановка спектаклей с образом Мазепы на театральных сценах мира началась в Америке, а затем продолжилась в странах Европы (особенно в Германии, Франции и Англии) и лишь во второй половине ХІХ столетия достигла России. Во время этих постановок, с легкой руки Г. Пейна, Л. Кюмевьера и Г. М. Милнера, гетман Мазепа трансформировался в татарского князя, а потом стал ассоциироваться с обнаженным всадником, который мчится на коне дикой степью. Для интриги зрителей, Мазепу даже превращали в женщину. Эта идея принадлежит американскому ипрессарио Джону Смиту, который предложил исполнение такой роли актрисе Аде Исаак Менкен.

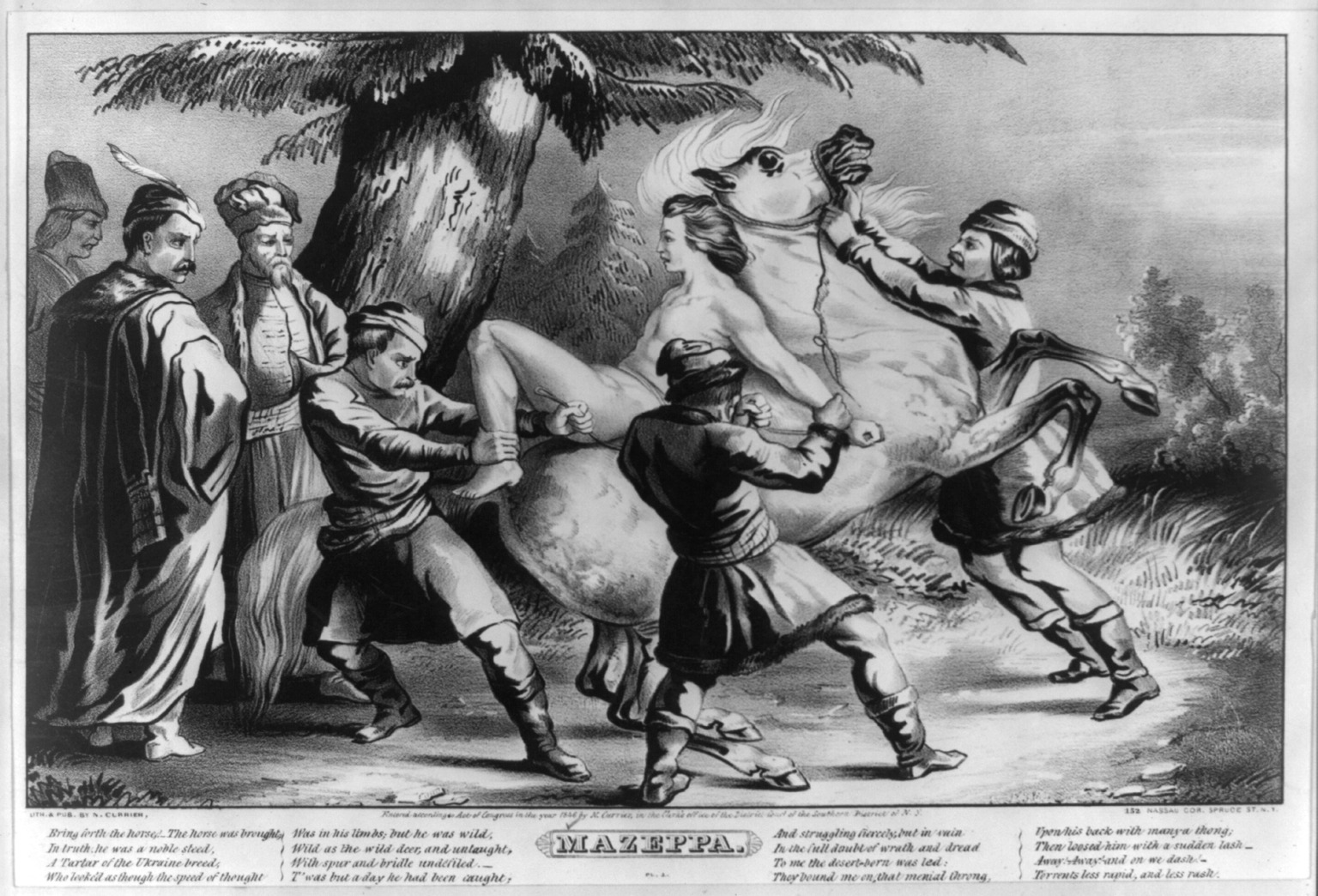
Мазепа, поэма Байрона

Среди основных сценических жанров, которые представляли образ Мазепы, были драмы, трагедии, пантомимы, оперы — буф, а также гиподрамы и конные шутки:
- «Распятый Мазепа» — пьеса Ивана Огиенко (Канада);
- «Иван Мазепа» — драма Л. Старицкой-Черняховской была запрещена на Украине и ни разу не ставилась до обретения независимости;
- «Мазепа» — драма О. Шатковского (1898);
- «Маруся Кочубей и Мазепа» — пьеса О. Десятникова — Васильева (1901);
- «Мазепа и Палей» — пьеса О. Леднева (1904);
- «Мазепа — гетман малороссийский» — пьеса Б. Бродозлова (1909);
- «Мазепа» — пьеса Л. Манька (1911);
- «Мазепа» — пьеса К. Карпатского (1912);
- «Мазепа» — пьеса О. Сагайдачного (1918);
- «Мазепа» — пьеса П. Кононенко (1919);
- «Великая идея» — театрализованное представление в Карнеги-Холле, постановка комитета Лиги украинской молодежи Северной Америки, (Нью-Йорк, 1949);
- «Гетман Иван Мазепа: три картины из жизни Великого гетмана» — театрализованное представление в Карнеги Холле, постановка комитета Лиги украинской молодежи Северной Америки, (Нью-Йорк, 1959);
- «Мазепа» — театральная постановка по мотивам произведений Б. Лепкого. Была показана в оккупированном немцами Львове во время второй мировой войны;
- «Мазепа» — театральная постановка театра имени М. Заньковецкой (Львов, 1992).

## Образ гетмана Мазепы в художественной литературе
Образ гетмана Мазепы получил большое распространение не только в зарубежной литературе, но и в произведениях русских и украинских писателей:
- «Алкид Российский» — панегирик Филиппа Орлика;
- «Войнаровский» — поэма Кондратия Рылеева;
- «Мазепа» — поэма Гюго;
- «Мазепа, вождь украинских казаков» — роман, автор неизвестен;
- «Воспоминания Аземы» — беллетристика А. д’Орвиля;
- «Полтава» — поэма А. С. Пушкина. В своей поэме Александр Пушкин рисует образ гетмана Мазепы как изменника и предателя царя Петра І. В то же время, по мнению некоторых современных украинских историков, Пушкин указал в поэме, что истинной целью гетмана было обретение Украиной независимости:

Без милой вольности и славы

Склоняли долго мы главы

Под покровительством Варшавы,

Под самовластием Москвы.

Но независимой державой

Украйне быть уже пора:

И знамя вольности кровавой

Я подымаю на Петра. Пушкин А. С. «Полтава»

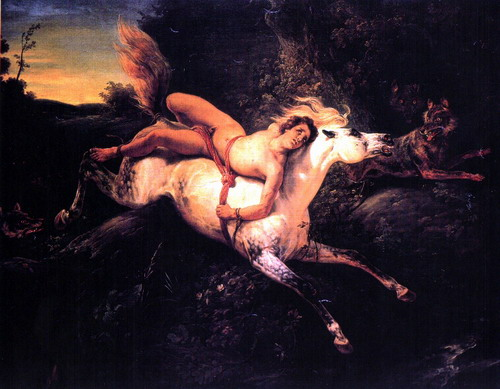
Мазепа на коне

- «Мазепа» —  поэма Байрона: Поэма имеет мало общего с биографией гетмана, центральный эпизод — юного Мазепу, пажа польского короля Яна II Казимира, обнажённым привязывают к спине лошади, которую отпускают в степь, в наказание за связь с женой шляхтича. Изображение обнаженного отрока на спине животного стало популярной темой для французских художников периода романтизма. На тему поэму были созданы картины такими выдающимися мастерами, как Жерико, Делакруа, Верне и Буланже. Этот образ, по мнению И. С. Кона, в живописи «давал простор садомазохистскому воображению, обычно в такой позе представляли только женщин, например, изображая похищение Европы».[2]
- «Мазепа» — исторический роман русского писателя Ф.Булгарина (1834);
- «Мазепа» — поэма немецкого автора Г. Штебина (1844);
- «Король степи» — немецкого автора А. Мая (1849);
- «Мазепа» — немецкого автора Т. Лейса (1850);
- «Мазепа или дикие кони Украины» — поэма неизвестного немецкого автора;
- «Мазепа или неприятели» — немецкого автора К. Костина (1855);
- «Битва под Полтавой» — немецкого автора К. Штарка (1855);
- «Мазепа» — драма немецкого писателя Р. Готтшала (1859);
- «Мазепа» — немецкого автора А. Мютцельбурга (1860);
- «Мазепа» — немецкого автора А. Зондермана (1860);

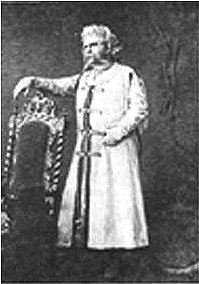
Богомир Корсов в роли Мазепы, Большой театр, Москва, 1884

- «Мазепа» — пьеса польского автора Ю. Словацкого (1834);
- «Пан гетман Мазепа. Исторический роман» — польского автора Ф. Равиты-Гвронского;
- «Гетман Мазепа или борьба за корону» — польского автора Б. Курхана;
- «Мазепа и его посол» — шведского автора В. фон Гайденштама;
- «Иван Мазепа» — чешского автора И. Фрича;
- «Мазепа в Молдове» — молдавского автора Г. Асаки;
- «Молодость Мазепы» — украинского автора М. Старицкого;
- «Мазепа» — поэма украинского автора В. Сосюры;
- «Батурин» — повесть украинского автора Б. Лепкого;
- «Мазепа, гетман украинский» — поэма украинского автора Степана Руданского;
- «Смутная пора» — историческая хроника, Николай Задонский;
- Завещание Мазепы, князя Священной Римской империи — приключенческий роман американского украинского писателя Рафаэля Гругмана (2021).

## Образ гетмана Мазепы в музыкальных произведениях
Известны музыкальные произведения на тему о Мазепе:

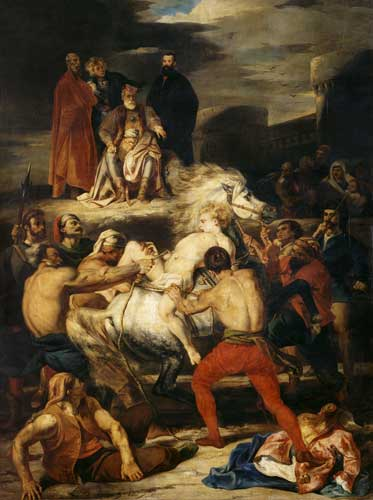
«Муки Мазепы» — художник Л. Булянже

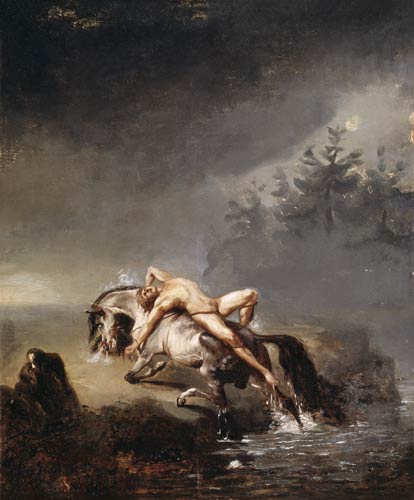
«Мазепа, привязанный к лошади» (Орас Верне, 1820-е годы)

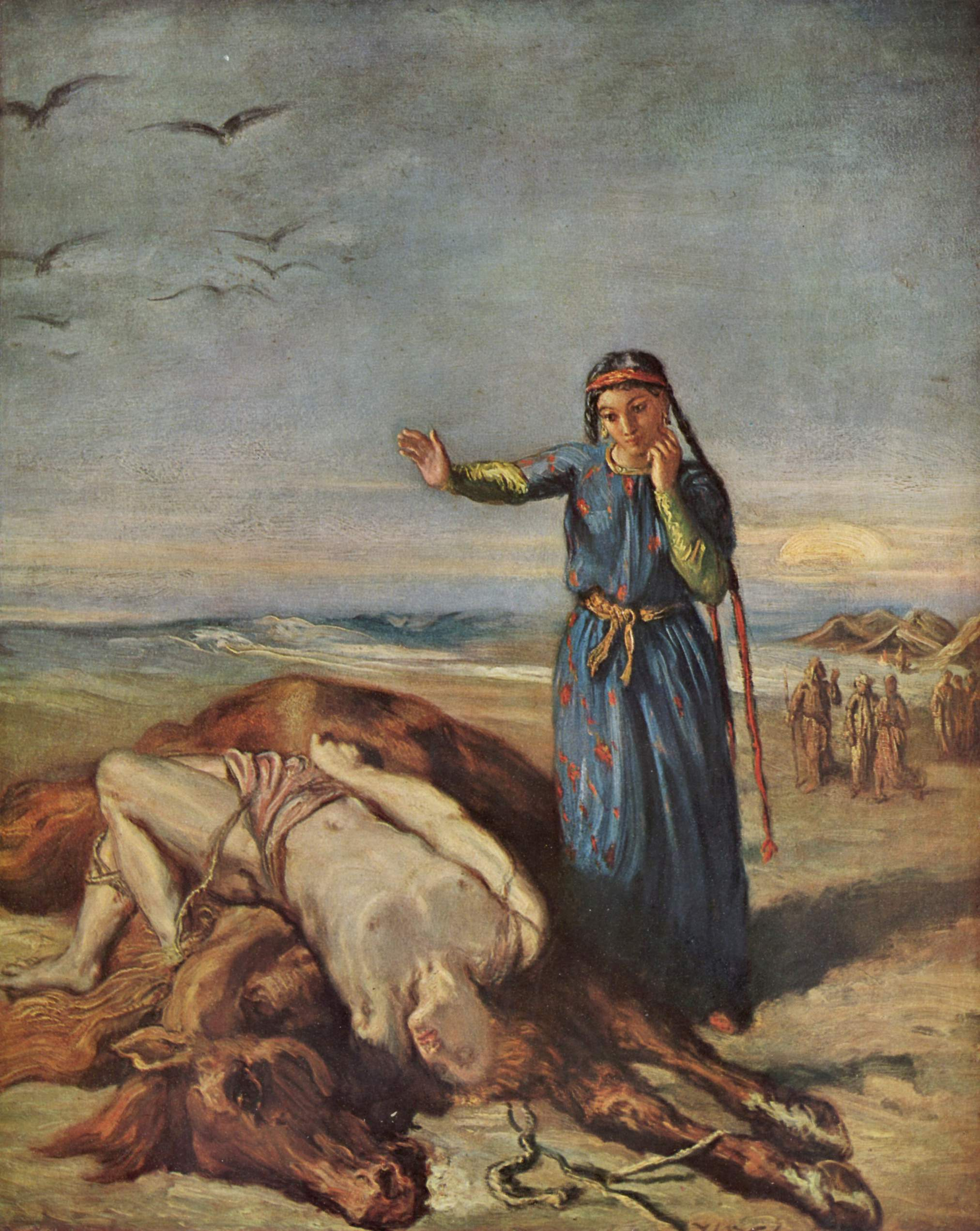
Казачка возле тела Мазепы, привязанного к лошади

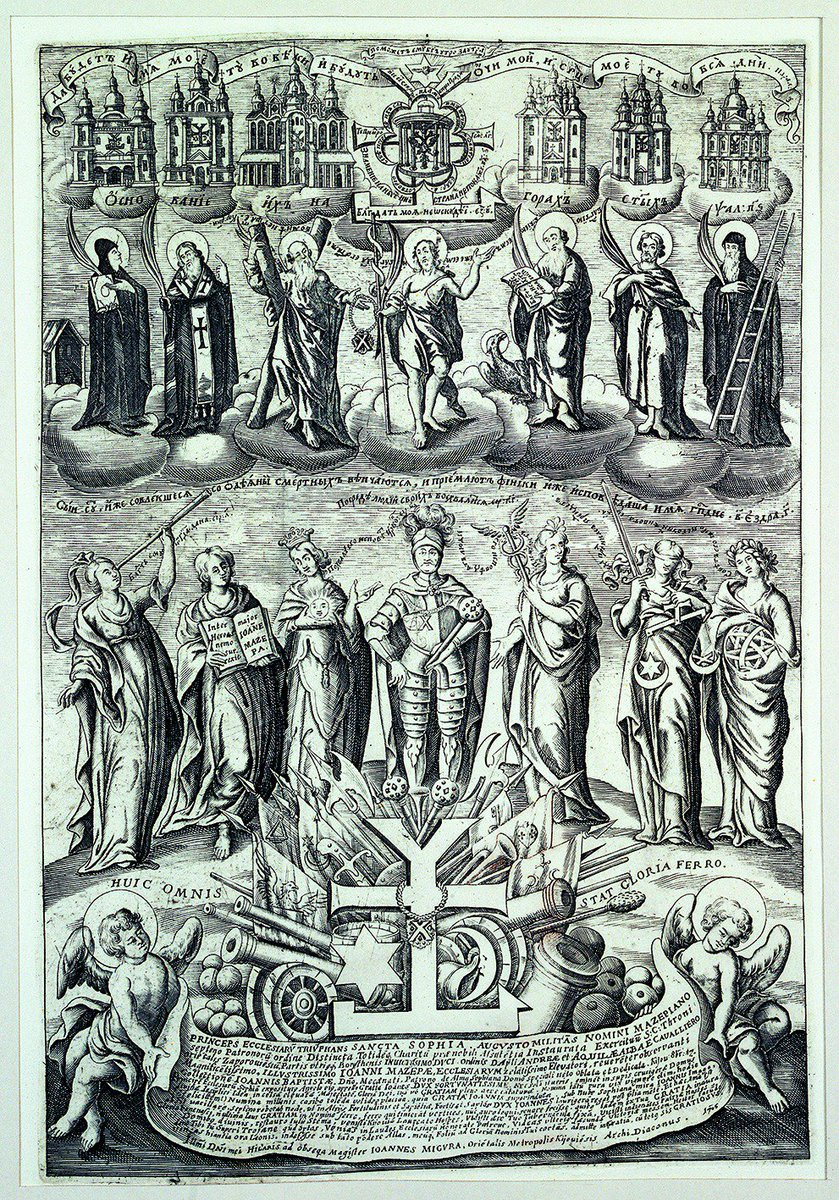
Гетман Мазепа в окружении добрых дел. Гравюра И. Мигуры

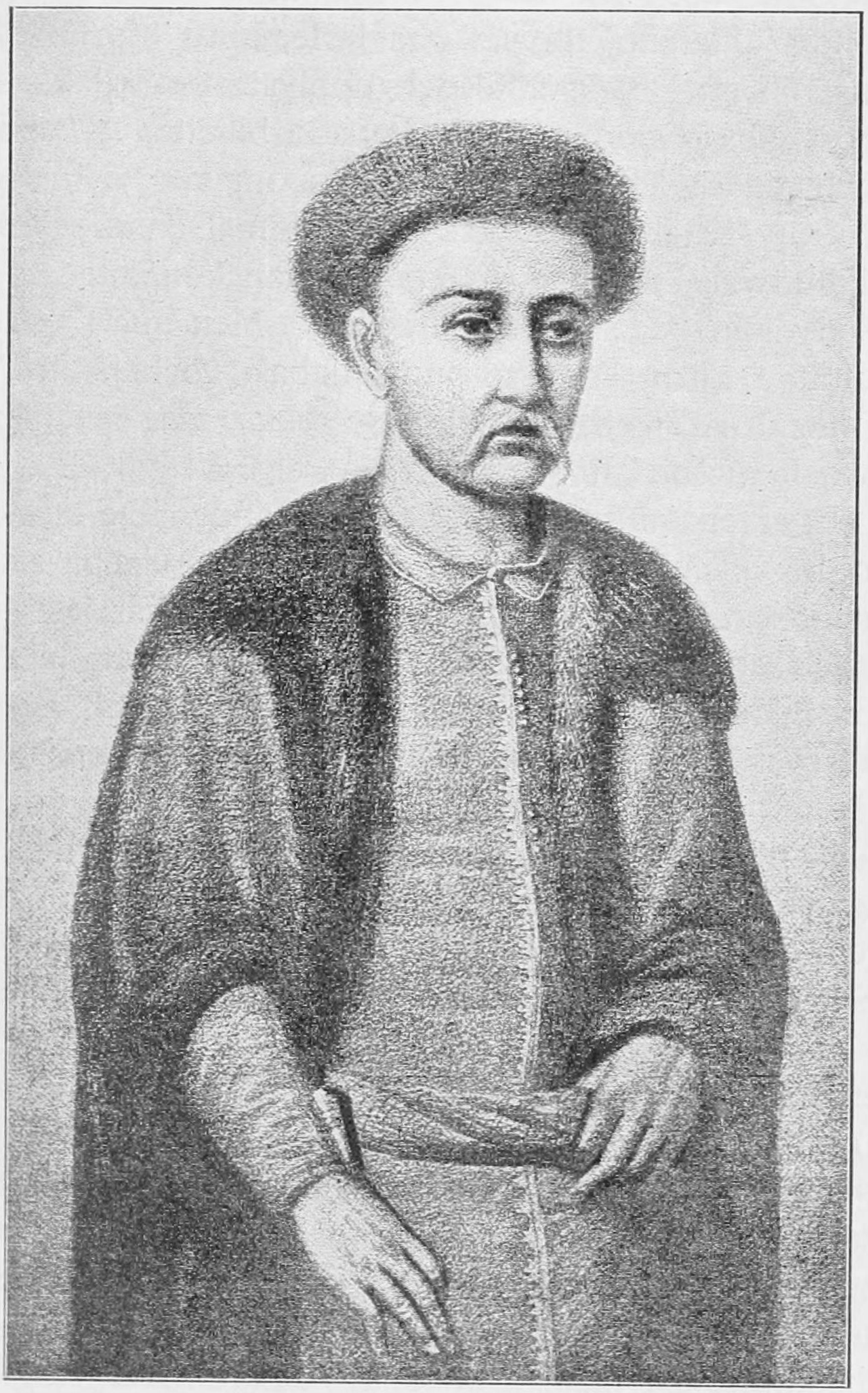
Портрет Ивана Мазепы в Успенском соборе Киево — Печерской Лавры

- «Мазепа» — симфоническая поэма Ференца Листа (по Гюго, 1851) и его же фортепианный этюд из цикла «Этюды высшего мастерства» («Трансцендентные»);
- «Мазепа» — опера Петра Ильича Чайковского (по Пушкину, 1883);

Впервые была поставлена 3 (15) февраля 1884 г. в Большом театре в Москве и одновременно в Мариинском театре в Санкт-Петербурге 19 февраля 1884 г. В 1885 опера была поставлена поставлена в Тифлисе. В 1903 возобновлена в Мариинском театре. На советской сцене впервые поставлена 6 октября 1922, Москва, Оперный театр Зимина. 14 мая 1934 поставлена в Большом театре, в 1934 в Ленинградском театре оперы и балета, в 1949 в филиале Большого театра, в 1950 в Ленинградском театре оперы и балета им. Кирова. Поставлена в других городах СССР: Киев (1933), Куйбышев (1939), Саранск (1946), Ереван, Свердловск, Алма-Ата (все в 1949) и др. За рубежом: Ливерпуль (1888), Варшава (1912), Висбаден (1931), Нью-Йорк (1933), Вена (1933), Прага (1934), София (1937). Флоренция (1954) и др; в последнее время — в Берне, Карлсруэ, Лионе, Милане, Нью-Йорке, Эдинбурге. «Мазепа» — опера Петра Ильича Чайковского

- «Мазепа» — увертюра Ж. Матиаса (1876);
- «Мазепа» — этюд — галоп А. Кидана (1878);
- «Мазепа» — кантата О. Титова;
- «Мазепа» — незавершенный вокальный квартет С. Рахманинова (1890);
- «Мазепа» — опера Клеманс де Гранваль (1892);

На протяжении 30 — х годов ХІХ — начале XX столетия гетману Мазепе посвятили музыкальные произведения композиторы Европы и России:
- Кампана — Болонья (1850);
- Пурни Ш. — Париж (1872);
- Минхеймер А. — Варшава (1875);
- Педрель  — Мадрид (1881);
- Мейр — Лац — Лондон (1885);
- Коген — Линару — Бухарест (1890);
- Фитингоф: — Шель — Санкт — Петербург (1859);

## Образ гетмана Мазепы в кинематографии
О гетмане Мазепе сняты 3 художественных фильма:
- «Мазепа» — немой художественный короткометражный фильм Василия Гончарова по мотивам поэмы А. С. Пушкина «Полтава» (1909);
- «Мазепа» — фильм Петра Чардынина снят по поэме Юлиуша Словацкого. Актёры: Арсений Бибиков (король Ян Казимир), Иван Мозжухин (Мазепа, дворянин из свиты короля), Эдвард Пухальский (воевода), Надежда Нельская (Амелия), Н. Никольский (Збигнев) (1914);
- «Молитва о гетмане Мазепе» — украинский полнометражный фильм, снятый на киностудии имени Довженко режиссёром Юрием Ильенко. Фильм, по мнению министра культуры РФ Михаила Швыдкого, является антироссийским[3]. Появление фильма продиктовано политикой Украины по популяризации личности Мазепы[4][нет в источнике].

О гетмане Мазепе сняты 3 научно-популярных фильма:
- «Гетман Иван Мазепа» — режиссёр О. Скрипник, научные консультанты В. Чуб, Г. Ярова (1992);

Образ Мазепы в фильме О. Скрипника был впервые подан не как образ изменника и предателя, созданного на протяжении столетий российской и советской пропагандой, а как образ государственного деятеля в сложных условиях существования Украины. В то же время авторы фильма ушли и от чрезмерного «освящения» Ивана Мазепы. Авторы показали значимость фигуры гетмана, сложность и противоречивость его действий, которые всегда будут оцениваться зрителями по-разному. 
- «Анафема» — режиссёр Л. Аничкин, оператор А. Солопай, сценарий В. Шевченко, в роли Ивана Мазепы — Богдан Ступка (1993);

 В фильме «Анафема» авторы использовали неизвестные и недоступные ранее источники о гетмане Мазепе. В результате авторы заявили о невозможности далее считать гетмана Мазепу изменником и сделали вывод в фильме, что тот, кто считает Ивана Мазепу предателем, сам является врагом идеи независимости Украины. 
- «Иван Мазепа» — режиссёр фильма, преподаватель кафедры кино и телевидения Киевского театрального института, член Национального союза кинематографистов Украины В. Ветер. Фильм состоит из 5 частей по 15 минут каждая. В фильме использованы украинские, шведские, польские и российские источники. Презентация фильма состоялась 10 ноября 2007 года на всеукраинском канале телевидения 5-й канал (2007).[6].

## Образ гетмана Мазепы в живописи
Сохранилось значительное количество картин с изображением гетмана Мазепы, которые хранятся в музеях разных стран, в том числе и на Украине. Особенностью этих картин является то, что лицо Ивана Мазепы на картинах не совпадает. По мнению исследователя портретов гетмана Мазепы Ларисы Шендрик наиболее вероятным является изображение гетмана на картине, которая хранится в Грипсгольме (Швеция):
- «Портрет гетмана Ивана Мазепы» — неизвестный художник, картина хранится в замке Грипсгольм, (Швеция);
- «Старый Мазепа рассказывает свою историю Карлу ХІІ» — художники А. Девериа, Ю. Коссак;
- «Муки Мазепы» — художник Л. Булянже;
- «Мазепа на умирающей лошаде». Эжен Делакруа. (1824, Хельсинки, Атенеум)
- «Мазепа среди волков». Орас Верне. (1826). Копия Д. Ф. Херринга (1833, галерея Тейт);
- «Мазепа среди лошадей». Орас Верне. Копия Д. Ф. Херринга (1833);
- «Наказание Мазепы» — художник Булянже;
- «Казаки находят Мазепу» — художник Е. Харпентер;
- «Гетман Иван Мазепа» — офорт Норблена де ла Гордена (XVIII в.). У Норблена Мазепа изображен в необычном виде, который выделяет этот портрет из серии других портретов. Одежда Мазепы состоит из бурки, приспущенной на одно плечо, на голове высокая шапка, украшенная пером, на шее цепь с медальоном. Основное отличие — это отсутствие усов и бороды, характерных для того времени. Здесь борода разделена на две космы, глаза острые и проникновенные. Это образ создает во внешности Мазепы что — то демоническое.[7]

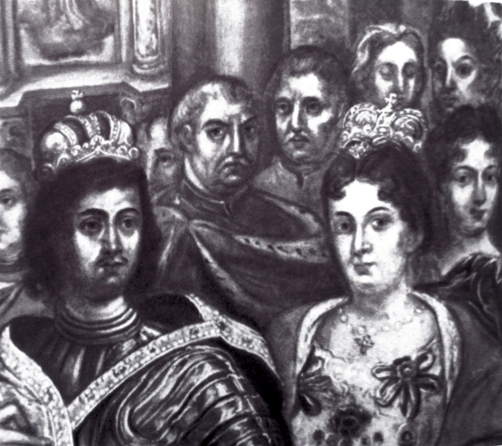
Икона с изображением Петра І, Екатерины Алексеевны и Ивана Мазепы

- «Гетман Иван Мазепа» — художник И. Н. Никитин, хранится в Черниговском историческом музее. В России эта картина известна с названием «Портрет напольного гетмана»;
- «Портрет гетмана Ивана Мазепы» — художник неизвестный, хранится в Сумском орбластном краеведческом музее;
- «Портрет гетмана Ивана Мазепы» — художник С. И. Васильковский (1901), хранится в Национальном музее искусств Украины;
- «Портрет гетмана Ивана Мазепы» — художник В. М. Масютин (Берлин, 1933);
- «Мазепа» — художник Йоганн Шюнберг, ХІХ столетие (Вена);
- «Карл ХІІ, Мазепа и Понятовский после Полтавской битвы» — художник Й-Г. Пенцель (1793);
- «Мазепа, привязанный к коню» — художник неизвестный (ХІХ ст.), хранится в коллекции Павликовских;
- «Выезд гетмана Ивана Мазепы из Батурина» — художник Н. Сомко, хранится в Национальном художественном музее Украины;
- «Портрет гетмана Ивана Мазепы» — художник Ф. Гуменюк, хранится в Национальном историко — культурном заповеднике «Гетманская столица»;

- «Гетман Иван Мазепа» — художник С. Луцик — хранится во Львовской научной библиотеке Национальной академии наук Украины;
- «Портрет Ивана Мазепы» — художник неизвестный, хранится в Музее Ивана Франка (Львов);
- «Портрет Ивана Мазепы в латах с Андреевской лентой» — художник неизвестный (XVII ст.), хранится в Днепропетровском художественном музее;
- «Портрет Яна Мазепы» — художник М. Бернигерот;
- «Месть Мазепы» — художник А. Баугин;
- «Смерть Мазепы в Бендерах» — художник П. Чирок;
- «Мотря и Мазепа» — художник Н. Буряк;
- «Портрет Ивана Мазепы» — художник неизвестный, размещен в летописи С. Величко";
- «Мазепиана» — серия графических картин, посвященная гетману Украины Ивану Мазепе, заслуженного художника Украины, лауреата Национальной премии имени Тараса Шевченко Якутовича С. Г. (2004).

## Образ гетмана Мазепы в церквях и на иконах
- Икона с изображением Петра І, Екатерины Алексеевны и Ивана Мазепы[8] — художник неизвестен (Начало XVIII в.). Изображение этой иконы приведено в книге «Мазепа» российского профессора Таировой-Яковлевой Т. Г.

- Портрет Ивана Мазепы в Успенском соборе Киево-Печерской Лавры. По сведениям Шендрик Л. К. — это один из первых портретов гетмана. До нашего времени дошла лишь автокопия этого портрета. В 1884 году, по указанию церковного руководства, стена где был изображен портрет, была заштукатурена. О том, что это Мазепа, свидетельствует надпись «Иван Степанович Мазепа. Гетман».[9]